# Ohlones
Les Ohlones, parfois nommés Costanoans, sont un peuple amérindien du nord de la Californie, dans la région de la baie de San Francisco (le terme Ohlone signifiant Peuple de l'Ouest).
Le peuplement ohlone s'étendait sur la péninsule de San Francisco, la vallée de Santa Clara, l'East Bay, les monts Santa Cruz, la baie de Monterey et la vallée de la Salinas.

## Histoire
Lors de la colonisation espagnole de la Californie, les nouvelles missions s'étendent de San Diego aux collines au nord de San Francisco. Elles sont construites par le travail forcé des indigènes. Des dizaines de milliers d'Amérindiens meurent de maladies, de malnutrition et de mauvais traitements pendant la période de la mission, qui dure jusqu'aux années 1830. 
À cette époque, la population indigène de Californie est dévastée, y compris le peuple ohlone, dont les terres comprenaient autrefois une grande partie de la région de la baie de San Francisco. Plus de 8 000 Ohlones périssent entre 1776 et 1833 ; sur une population d'environ 30 000 avant la colonisation, il reste moins de 100 Ohlones dans les années 1920.
Au siècle qui suivit, la tribu est radiée considérée comme éteinte. 
Mais les Ohlones ont survécu. En 2022, la tribu compte environ 500 membres. Depuis 1989, ceux-ci se battent pour la reconnaissance fédérale, utilisant la généalogie pour retracer l'histoire de leur famille jusqu'à la période de la mission espagnole et la documentation juridique pour montrer une longue histoire de présence tribale dans la région de la baie.